# Головашич Едуард Анатолійович
Головáшич Едуáрд Анатóлійович нар. 20 червня 1968, м. Карлівка, Полтавська обл.) — український тромбоніст, диригент, аранжувальник. Заслужений артист України (2004).

## Життєпис
Народився 20 червня 1968 року в сім'ї музикантів на Полтавщині у місті Карлівка. У 2004 році він був нагороджений званням заслуженого артиста України. У 1995 році Едуард очолив створений ним міський духовий оркестр «Полтава». Він також активно займається викладацькою діяльністю, а його учні успішно займають провідні посади в різних оркестрах. Його досягнення у музичній сфері свідчать про його великий талант, наполегливість та довголітню працю.
Посада i мicце роботи: художній керівник та диригент міського духового оркестру «Полтава», артист вищої категорії, концертмейстер групи тромбонів Полтавського академічного симфонічного оркестру. Доцент кафедри музичного мистецтва та хореографії ДЗ «Луганський національний університет імені Тараса Шевченка». З 2003 року очолює обласну асоціацію виконавців на духових інструментах обласного відділення Національної музичної спілки. Член спілки з 1996 року.
Виступав у німецьких містах-побратимах Фільдера та брав участь у міжнародних фестивалях.
Одним з останніх досягнень є виступ і представленням України на параді диригентів в Польщі 2023.
Міський духовий оркестр «Полтава» протягом року колектив здійснює близько 130 виступів, включаючи подорожі містами області, концертні програми, присвячені великим композиторам та жанрам, а також традиційні виступи на марш-парадах. Колектив виступав у Національному палаці «Україна» та Національній філармонії ім. М. В. Лисенка
Музичний виховний вплив МДО «Полтава» не обмежується лише виступами. Оркестр взяв на себе створення та виховання Зразкового міського дитячого духового оркестру, який близько 3х років розвивав таланти 30 обдарованих дітей в області естетичного виховання.

## Діяльність

### Міський духовий оркестр «Полтава»
У 1995 році організував та очолює по цей час перший у Полтаві професійний міський духовий оркестр, якому за активну концертну діяльність, популяризацію кращих зразків української, класичної та зарубіжної музики, духовне виховання жителів міста рішенням сесії міськради у 2002 році було присвоєно почесну назву «Полтава». Оркестр під його орудою став лауреатом численних конкурсів та фестивалів Міжнародний фестиваль-конкурс «Золотий Грифон» 1998, 2000 рр. Всеукраїнський фестиваль конкурс на кращий духовий оркестр «Трускавець представляє» 2002 р. Міжнародний фестиваль-конкурс «Фанфари Ялти» 2009, 2010, 2011 рр. У 2012 році оркестр стає володарем «Гран-Прі» Міжнародного фестивалю-конкурсу «Фанфари Ялти», за що був нагороджений дипломами за високий професіоналізм.
2020 рік-Лауреат 8 го міжнародного фестивалю духової та джазової музики  ім. Ю.Батуєва (онлайн). Лауреат 24-го міжнародного фестивалю оркестрів та біг-бендів Польща-1 місце (онлайн). Володар Гран-прі 7-го міжнародного двотурового фестивалю мистецтв «Yula Art Fest» Підсумки року 2022 р, Гран-Прі другого Всеукраїнського фестивалю — конкурсу мистецтв ім. Миколи Лисенка «Ой, заграйте, музиченьки!» 2024 р.
Оркестр «Полтава» дарував своє мистецтво  в рамках культурних партнерських відносин між Полтавою та містами Фільдера Німеччина у 1997 та 2005 рр. Оркестр «Полтава» нагороджено Почесною грамотою Верховної Ради А. Р. Крим, медаллю «10 років Незалежності України». Оркестр у 2010 році стає лауреатом премії ім. В.Короленка. Оркестр «Полтава» постійний учасник творчих звітів області у м. Київ в Палаці «Україна» та Національній філармонії, Українському Домі.
Е.Головашича неодноразово призначають головним диригентом свят до дня міста, свят народної творчості на «Співочому полі М.Чурай», Едуард Анатолійович постіний член журі оглядів та атестаційної комісії обласного центру народної творчості Постійний член журі з 2009 року. Відкритого фестивалю конкурсу виконавського мистецтва гри на духових та ударних інструментах учнів та викладачів шкіл естетичного виховання «Полтавська битва», 2009 р. Член журі 18-го Всеукраїнського конкурсу виконавців на духових та ударних інструментах «Єлисаветргадські сурми», 2012 р. член журі. Всеукраїнського конкурсу виконавців на духових та ударних інструментах «Дніпровські сурми 2012», 2012 р. член журі Міжнародного фестивалю-конкурсу «Фанфари Ялти юніор», «Wind Star» 2023—2024

### Дитячий духовий оркестр на базі МДО «Полтава» при МБК
У 2003 році створює дитячий духовий оркестр на базі оркестру «Полтава» та МБК. Через пів року захищають звання «Зразковий духовий оркестр», займає призові місця на обласному марш-параді.

### Квартет тромбонів «Класика»
Е. Головашичем  у 1993 році також створено квартет тромбонів  «Класика» який існує зараз на базі оркестру. У 2001 році квартет «Класика» мав концертний тур в рамках культурних партнерських відносин між Полтавою та містами Фільдера Німеччина. В 2009, 2010 рр. квартет стає лауреатами 1 ступеню Міжнародного фестивалю-конкурсу  «Фанфари Ялти» а Едуард Головашич володарем спеціального диплому «Золотий тромбон». Е. Головашичем у 1993 році також створено квартет тромбонів «Класика» який існує зараз на базі оркестру. У 2001 році квартет «Класика» мав концертний тур в рамках культурних партнерських відносин між Полтавою та містами Фільдера Німеччина. В 2009, 2010 рр. квартет стає лауреатами 1 ступеню Міжнародного фестивалю-конкурсу «Фанфари Ялти» а Едуард Головашич володарем спеціального диплому «Золотий тромбон».

### Репертуар МДО «Полтава»
До 1100-річчя Полтави Едуард Анатолійович став лауреатом конкурсу на краще аранжування пісень про Полтаву. У репертуарі оркестру за час існування більше 2000 творів.  Створені концертні програми: «Концерти  для молоді», «Його величність Штраус», «Його величність –Марш» до дня створення духових оркестрів, джазова програма «Дозвольте вам освідчитись в коханні» до дня закоханних, «Штраус та Дунаєвський», «Дунаєвський геній 20 сторіччя», цикл програм для дітей «Розповіді про музику», «В міському парку — духовий оркестр», «Новорічна  фантазія», «Музиканти посміхаються» до  1 квітня. «Чарівним жінкам» до 8 березня, творчі вечори солістів та солістів-вокалістів оркестру, «Віват оркестр» до ня народження оркестру  «Полтава», «Святий Миколай запалює зірки», «Україна це ти» — дитячі проекти де з оркестром сольно виступають діти, «Концерти Української музики», «До дня незламності», «Заспіваймо разом за Україну», концерти тромбонової музики, також програми до державних, регіональних та професійних  свят. Оркестр співпрацює з композиторами, виконавцями, фондами, сімейним міжнародним фондом М.Лисенка, Героєм України композитором О.Білашем, заслуженими діячами мистецтв О.Чухраєм, Миколою Лисенко та ін.
Записано на ТРК «Лтава» гімни України, Полтавщини, Полтави, пісні про Україну, Полтавщину, Полтаву у виконанні: народних артистів україни Н.Ножинової, О.Василенка, заслужених артистів України С.Голуба, О.Гостищева, Н. Сулаєвої та ін. Твори українських і зарубіжних композиторів М.Лисенка, М.Різоля, А.Ткачука, І.Дунаєвського, А.Підвали, Б.Лятошинського, Л.Бернстайна, А.Уеббера, П.Чайковського, М.Глінки, Й.Штрауса, Д.Еллінгтона, Ф.Сінатри, та інших авторів.

## Нагороди
З 2004 року заслужений артист України, за вагомий  особистий внесок у розвиток національної культури нагороджений грамотами Міністерства культури і мистецтв України, у  2005 р. відзнакою Міністерства культури і мистецтв України «За досягнення у розвитку культуриі мистецтва України», 2005 р. відзнакою фонду культури України  «За сподвижничество в культурі», 2009 р. нагороджений відзнакою федерації профспілок України".  У 2002 році за активну концертну діяльність Едуарду Головашичу була вручена премія  імені П.Мирного. У цьому ж році вийшла публікація у журналі «Імідж сучасного педагога» про діяльність Е.Головашича. У 2006 році виходить 3–й випуск видатні земляки «Хто є хто на Полтавщині» де опубліковано матеріал про Головашича та оркестр «Полтава». Ім я Едуарда Головашича у 2006 році занесено до Енциклопедії сучасної України що видається Національною академією наук України, науковим товариством ім. Шевченка та Інститутом енциклопедичних досліджень НАН України. 2010 році нагороджений відзнаками міського голови I, II, III ступеня. Почесними грамотами голови Полтавської державної адміністрації. Почесною грамотою міського голови міста Ялта.

### Відзначений
- Відзнакою Президента України  ювілейна медаль «10 років незалежності України» 2001 рік.
- Почесним званням «Заслужений  артист України» 2004 рік.
- Почесною грамотами  Міністерства культури і мистецтв України 27.01.2005 ;10.10.2005; 25.02.2010;21.10.2010 рр.
- Відзнакою Міністерства культури і мистецтв  України «За досягнення у розвитку культуриіі мистецтва України» 2005 рік.
- Відзнакою фонду культури України «За подвижництво в культурі» 2005 рік.
- Відзнакою федерації профспілок України «За досягнення в аматорському мистецтві»  2008 рік.
- Почесною грамотою Національної Всеукраїнської музичної спілки України 2005, 2010 рр.
- Подяками міського голови з нагрудним знаком Почесними грамотами міського голови з нагрудним знаком.
- Відзнакою Полтавського міського голови 1,2,3-ї ступені.
- Премією імені П.Мирного за гастрольну діяльність 2000—2002 рр.
- Премією імені В.Короленка 2010 рік[8].
- Почесною грамотою обласної Ради з нагрудним знаком  2000 рік.
- Почесною грамотою голови Полтавської державної адміністрації.,2002 рік.
- Почесною грамотою Полтавьської обласної військової адміністрації 2022 рік.
- Почесною грамотою міського голови міста Ялта 2012 рік.
- Почесною грамотою Верховної Ради А. Р. Крим 2000 рік.
- Лауреат конкурсу на краще аранжування пісень До 1100-річчя Полтави.
- Диплом міжнародного фестивалю «Фанфари Ялти» та звання «Золотий тромбон» 2009 рік.
- Диплом міжнародного фестивалю «Фанфари Ялти» за високий професіоналізм та великий особистий вклад в справу розвитку духового мистецтва.
- Нагороджений медаллю «За збереження національних традицій» громадської організації Всеукраїнське об'єднання громадян «Країна» 2023 рік.
- Ім ‘я Eдуарда Головашича  занесено до Енциклопедії сучасної України 2006 рік.